# Амозов, Иван Васильевич
Ива́н Васи́льевич Амозов (1886—1978) — советский авантюрист, коллаборационист. Кавалер ордена ордена Боевого Красного Знамени (1922 г.)

## Биография
Родился в семье церковного старосты Ершова в 1886 году в д. Ульино Олонецкого уезда Олонецкой губернии.
Закончил два класса Олонецкой духовной семинарии
Был послушником в Александро-Свирском и Валаамском монастырях, работал на кожевенном заводе Брусницыных в Санкт-Петербурге, был агентом по распространению швейных машинок компании «Зингер».
В 1905—1906 гг. участвовал в забастовках на гвоздильном заводе, где работал молотобойцем, после этого переехал на родину, оттуда в деревню Федотова Гора, Кунической волости Тихвинского уезда, где работал сельским учителем до лета 1908 г. Был послушником в скиту «Забытые родители» у села Кончакского. В это время оканчивает окончил курсы псаломщиков, служит псаломщиком в храмах Новгорода.
В 1909 г. работал на Санкт-Петербургском гвоздильном заводе заводе, принимал активное участие в забастовках, за что выслан властями на 4 года в Златоуст, где становится участником марксистских кружков. В 1914 г. снова служит псаломщиком Андозерском погосте Белозерского уезда, после призыва на фронт Первой мировой войны дезертирует из армии, за что направлен в дисциплинарный батальон.
Участвует в событиях Февральской революции, раздобыл форму вольноопределяющегося, находился среди охраны Государственной думы, после чего отправился в г. Олонец и Лодейное Поле, где убеждал горожан от имени Думы и партии левых эсеров всемерно поддержать Временное правительство, производил самочинные аресты, за что на несколько месяцев заключён в тюрьму Петрозаводска.
В 1918 г. И. Амозов на агитационной работе в Архангельской, Курской и Орловской, Воронежской губерниях
В 1919 г. на советской и партийной работе, в том числе занимал должности председателя трибунала войск ВОХР Приволжского военного округа, начальник оперативного отдела ВОХР Восточного фронта. В 1920—1921 гг. работал председателем трибунала войск ВОХР Приволжского Военного округа в городе Симбирске, затем в Казани. В 1922 г. становится комиссаром санатория в Кисловодске и Наркомом юстиции в Кабарде.
В 1922 г. приказом РВСР № 171 награждён орденом Боевого Красного Знамени. В 1925 г. — заместитель Председателя Военного трибунала Западного фронта. В 1928 г. — секретарь партячейки в театре Мейерхольда. В 1929 г. — секретарь Государственного объединения музыкальных, эстрадных и цирковых предприятий. В 1933 г. служил в спецотделе прокуратуры СССР помощником прокурора при особоуполномоченном ОГПУ СССР.
В 1935 г. — секретарь ВКП(б) гаража ВЦИКа. С зимы 1934 г. заместитель начальника политотдела Московской областной милиции.
С осени 1935 года он переехал в Ленинград и работал в качестве члена Спецколлегии Областного суда около 2 месяцев, а затем работал помощником начальника политотдела Ленинградской городской и областной милиции.
Его деятельности были посвящены экспозиции в Новгородском и Петрозаводском музеях, опубликован ряд статей в газетах «Звезда», «Свирская правда», «Октябрьская правда», «Ленинская правда».
5 мая 1931 г. получил наградной знак «Честному воину Карельского фронта».
С осени 1935 г. — член Спецколлегии Областного суда в Ленинграде, помощник начальника политотдела Ленинградской областной и городской милиции.
В 1936 году исключен из партии за приписку себе партийного стажа с 1910 года и предоставлении неверной информации о себе в анкетах (якобы участвовал в собрании большевиков в особняке Матильды Кшесинской, нёс обязанности начальника караула при аресте Николая II, первым встретил В. И. Ленина при возвращении в Россию и т. п.), арестован и осужден по обвинению в мошенничестве, заключавшемся в присвоении себе ряда материальных благ и льгот посредством обмана, приговорен к 5 годам лагерей. В лагере на Колыме находился до июня 1941 года.
После освобождения поехал в Ленинград. Оказался на оккупированной немцами территории и был задержан немецкими оккупационными властями, отправлен в находившийся во Мге лагерь В нём объявил себя священником, репрессированным советскими властями. Был поставлен благочинным в районе населенных пунктов Вырица-Тосно-Любань-Саблино-Мга. Участвовал в работе Псковской Православной миссии. Занимался доносами немецким оккупационным властям и шантажом.
После освобождения оккупированных территорий советскими войсками 26 октября 1944 г. был арестован, осуждён военным трибуналом войск НКВД Ленинградского округа на 20 лет лишения свободы. Освобождён из заключения 19.10.1954. Реабилитирован 8 августа 1956 г. военным трибуналом Ленинградского ВО.